# As Garotas em Chamas
As Garotas em Chamas é uma série de televisão britânica baseada no romance homônimo de C.J. Tudor, adaptado por Hans Rosenfeldt e Camilla Ahlgren. Desenvolvido pela Buccaneer Media para a Paramount+, é estrelado por Samantha Morton e Ruby Stokes . A série estreou em 19 de outubro de 2023.

## Sinopse
Uma reverenda e sua filha chegam à vila de Chapel Croft em busca de um novo começo após uma perda repentina. No entanto, a aldeia sonolenta pode ter os seus próprios segredos.

## Elenco

### Principal
- Samantha Morton como Reverendo Jack Brooks
- Ruby Stokes como Florence "Flo" Brooks, filha adolescente de Jack
- Conrad Khan como Lucas Wrigley
- David Dawson como Aaron Marsh, zelador da igreja
  - Theron Mahoney como o jovem Aaron
- Paul Bradley como Reverendo Brian Rushton
- Janie Dee como Clara Rushton
  - Bethany Monk-Lane como Clara mais jovem
- Jane Lapotaire como Joan Hartman
- John Macmillan como Mike Sudduth, um jornalista local
- Élodie Grace Orkin como Rosie Harper, filha de Simon
- Rupert Graves como Simon Harper, pai de Rosie

### Recorrente
- Jack Roth - Vagrant
- Mollie Holder - Merry Lane
- Safia Oakley-Green - Joy Harris
- Beth Cordingly - Emma Harper
- Erin Ainsworth - Poppy Harper
- Charlie Hamblett - Benjamin Grady
- Sienna-Mae Miller - Abigail
- Summer Miller - Maggie
- Catherine Harvey - Judith Lane
- Charlie Price - Jacob Lane
- Aaron-Jon North - Jonathan
- Liam Hatch - Tom Harper
- Lorelei Winterfrost - Ruby

## Episódios
| N.º | Título       | Dirigido por   | Escrito por     | Exibição original  |
| --- | ------------ | -------------- | --------------- | ------------------ |
| 1   | "Episódio 1" | Charles Martin | Hans Rosenfeldt | 19 outubro de 2023 |
| 2   | "Episódio 2" | Charles Martin | Camilla Ahlgren | 19 outubro de 2023 |
| 3   | "Episódio 3" | Charles Martin | Hans Rosenfeldt | 19 outubro de 2023 |
| 4   | "Episódio 4" | Kieron Hawkes  | Camilla Ahlgren | 19 outubro de 2023 |
| 5   | "Episódio 5" | Kieron Hawkes  | Camilla Ahlgren | 19 outubro de 2023 |
| 6   | "Episódio 6" | Kieron Hawkes  | Hans Rosenfeldt | 19 outubro de 2023 |

## Produção
Em março de 2021, foi revelado que Hans Rosenfeldt adaptaria o romance de CJ Tudor, The Burning Girls, para a Buccaneer Media. Rosenfeldt já havia trabalhado com a empresa desenvolvendo a série de televisão Marcella . Rosenfeldt revelou mais tarde que estava trabalhando na adaptação com Camilla Ahlgren, com quem já havia colaborado na popular série noir The Bridge . A série foi uma das primeiras encomendas da Paramount+ no Reino Unido, autorizada por Sebastian Cardwell, vice-diretor de conteúdo para o Reino Unido na Paramount, em abril de 2022, antes do lançamento de seu serviço de streaming no Reino Unido no verão de 2022.

### Fundição
Em setembro de 2022, Samantha Morton e Ruby Stokes foram anunciadas no elenco. Foram anunciados para se juntar a eles naquele mês Conrad Khan, Rupert Graves, Élodie Grace Orkin, Janie Dee, David Dawson, Paul Bradley, Jane Lapotaire, Jack Roth, Mollie Holder, Safia Oakley-Green, Beth Cordingly, Bethany Monk-Lane e John Macmillian. O autor do livro, CJ Tudor, postou nas redes sociais que “não poderia estar mais feliz que esses atores fantásticos estejam dando vida ao meu livro”. 

### Filmagem
As filmagens principais da série teriam começado em setembro de 2022. Em novembro de 2022, a mídia local relatou filmagens no vilarejo de Stokenchurch, em Buckinghamshire, com filmagens no Stokenchurch Community Centre e no The Common. Cenas importantes da série foram filmadas na zona rural de Sussex, perto de Chichester, com a maioria filmada em Buckinghamshire e Oxfordshire.

## Lançamento
A série foi lançada em 19 de outubro de 2023 na Paramount+ em países selecionados.  Em novembro de 2024 foi relançado na Netflix.
1. ↑  «The Burning Girls on Paramount+». The Futon Critic. Consultado em 16 October 2023 Verifique data em: |acessodata= (ajuda)

## Links externos
- As Garotas em Chamas. no IMDb.